# Чампхай (округ)
Чампхай (англ. Champhai) — округ в индийском штате Мизорам. Административный центр — город Чампхай. Площадь округа — 3186 км². По данным всеиндийской переписи 2001 года население округа составляло 108 392 человека. Уровень грамотности взрослого населения составлял 91,2 %, что значительно выше среднеиндийского уровня (59,5 %). Доля городского населения составляла 38,8 %.